# I Wanna Love You Forever
Singles de Jessica Simpson
Where You Are
(2000)
I Wanna Love You Forever est le premier single de la chanteuse américaine Jessica Simpson, extrait du premier album de Sweet Kisses, sorti le  15 aoüt 1999. I Wanna Love You Forever est écrit, composé et produit par Louis Biancaniello, et Sam Watters.

## Développement
Après avoir été recalée de l'émission Disney dès l'âge de 12 ans, Jessica enregistre alors en 1994, l'album Jessica, mais est licenciée lorsque le label fait faillite. L'album Jessica n'est jamais officiellement sorti, sauf lorsque sa grand-mère fait pression sur un petit financement,. Le directeur du label Columbia Records, Tommy Mottola, a entendu l'album "Jessica" alors qu'elle avait 16 ans. Tommy a été impressionné par le talent de Jessica et signe donc un contrat avec le label. Elle arrête alors ses études mais elle obtient plus tard son diplôme,. Jessica commence alors à travailler avec des producteurs tels que Louis Biancaniello, Robbie Nevel, Evan Rogers et Cory Rooney. Louis Biancaniello a travaillé avec Jessica sur trois chansons de son album : I Wanna Love You Forever, Where You Are et Heart of Innocence.

## Informations
I Wanna Love You Forever est écrit, composé et produit par Louis Biancaniello, et Sam Watters. Le titre est une ballade sombre douce-amère, démontrant la puissance vocale de Jessica Simpson. Même si Biancaniello et Watters sont crédités conjointement pour écrire et composer la chanson, à l'heure actuelle, on ne sait pas exactement lequel des deux a écrit ses paroles et qui compose sa musique. Selon le livre de partitions publié par Hal Leonard Corporation Musicnotes.com, I Wanna Love You Forever est une chanson signature de temps commune, avec un taux de 132 battements par minute de battement. Elle situe la voix de Simpson en clé mineur avec  des nœuds tonales de B3 à F5 #. La chanson suit une séquence de base de l'I-II-IV-II-VV progression.

## Clip vidéo
Le vidéoclip qui accompagne la chanson, est réalisé par Bille Woodruff, filmé en mai 1999. Il y démontre des scènes alternant Jessica en train de chanter derrière un avion rouge, Jessica en train de chanter derrière des tournesols et Jessica en train de se faire photographier pendant qu'elle chante. Jessica Simpson I Wanna Love You Forever vidéo officielle Youtube.com

## Performance commerciale
I Wanna Love You Forever est placé à la 3e place au Top 10 du Billboard Hot 100. Le single est certifié disque de platine par la RIAA, moins de trois mois après sa sortie. En dehors des États-Unis, le single est un succès, et se place en tête des classements en Europe, Australie et au Canada,,,. I Wanna Love You Forever devient l'un des plus gros succès de la carrière de Jessica Simpson aux États-Unis.

## Liste des pistes
| CD single américain (Cat #38K 79262) 1. I Wanna Love You Forever (single version) — 4:24 2. Final Heartbreak (snippet) — 1:09 3. Woman In Me (snippet) — 1:28 4. I've Got My Eyes On You (snippet) — 1:00 5. Your Faith In Me (snippet) — 1:29 CD single japonais promotionnel (Cat #SRCS 2125) 1. I Wanna Love You Forever (single version) — 4:24 2. Final Heartbreak (snippet) — 1:09 3. Woman In Me (snippet) — 1:28 4. I've Got My Eyes On You (snippet) — 1:00 5. Your Faith In Me (snippet) — 1:29 CD Single australien (Cat #667803 2) 1. I Wanna Love You Forever — 4:24 2. I Wanna Love You Forever (Soul Solution Remix) — 3:30 3. I Can, I Will — 3:30 4. Multimedia CD promo allemand (Cat #SAMPCS 8276) 1. I Wanna Love You Forever (single version) — 4:24 2. I Wanna Love You Forever (Soul Solution Remix) — 3:16 CD single européen (Cat #6688532) 1. I Wanna Love You Forever (single version) — 4:24 2. I Wanna Love You Forever (Soul Solution Remix Radio Edit) — 3:30 3. I Wanna Love You Forever (Soul Solution Extended Club Vox) — 3:29 4. I Wanna Love You Forever (Soul Solution Vonuz Beats) — 3:29 | CD 1 britannique (Cat #6691272) 1. I Wanna Love You Forever (single version) — 4:24 2. I Can, I Will — 3:34 3. You Don't Know What Love Is — 3:29 CD 2 britannique (Cat #6691275) 1. I Wanna Love You Forever (Single Version) — 4:24 2. I Wanna Love You Forever (Soda Club Radio Edit) — 3:30 3. I Wanna Love You Forever (Soul Solution Radio Edit) — 3:29 Cassette britannique (Cat #6691274) 1. I Wanna Love You Forever (Single Version) — 4:24 2. I Wanna Love You Forever (Soda Club Radio Edit) — 4:04 CD Promo mexicain (Soul Solution Remix) (Cat #PRCD 97956) 1. I Wanna Love You Forever (Single Version) — 4:24 2. I Wanna Love You Forever (Extended Club Mix) — 3:30 3. I Wanna Love You Forever (Bonus Beatz) — 3:30 CD promo France (Cat #SAMPCS 85151) 1. I Wanna Love You Forever (Soda Club Radio Mix) — 3:30 2. I Wanna Love You Forever (Single Version) — 4:24 CD promo Espagne (Cat #SAMPCS 8174) 1. I Wanna Love You Forever — 4:20 2. I Wanna Love You Forever (Soul Solution Remix) — 3:30 CD promo brésilien (Cat #899.862/2-495687) 1. I Wanna Love You Forever (Album Version) — 4:24 2. I Wanna Love You Forever (Single Version) — 4:20 3. I Wanna Love You Forever (Extended Club Vox) — 3:29 4. I Wanna Love You Forever (Bonuz Beats) — 3:29 |

## Classements
| Classement (1999-2000)                  | Meilleure position |
| --------------------------------------- | ------------------ |
| Allemagne                               | 27                 |
| Australie (ARIA)                        | 9                  |
| Autriche (Ö3 Austria Top 40)            | 25                 |
| Belgique (Wallonie Ultratop 50 Singles) | 11                 |
| Belgique (Flandre Ultratop 50 Singles)  | 8                  |
| Canada                                  | 9                  |
| Espagne (PROMUSICAE)                    | 14                 |
| Europe                                  | 6                  |
| Finlande (Suomen virallinen lista)      | 12                 |
| France (SNEP)                           | 100                |
| Irlande (IRMA)                          | 13                 |
| Italie (FIMI)                           | 17                 |
| Nouvelle-Zélande (RMNZ)                 | 16                 |
| Norvège (VG-lista)                      | 3                  |
| Pays-Bas                                | 12                 |
| Pays-Bas (Nederlandse Top 40)           | 14                 |
| Royaume-Uni (UK Singles Chart)          | 7                  |
| Suède (Sverigetopplistan)               | 5                  |
| Suisse (Schweizer Hitparade)            | 7                  |
| US Billboard Hot 100                    | 3                  |
| US Pop Songs                            | 13                 |
| US Adult Contemporary                   | 25                 |
| US Top 40 Tracks                        | 13                 |